# Rattus simalurensis
Rattus simalurensis — один з видів гризунів роду пацюків (Rattus).

## Поширення
Цей вид знаходиться на острові Сімалур (Індонезія) та прилеглих островах. Існує мало інформації про його вимоги до середовища проживання. Ймовірно, обмежений лісом та краєм лісу.

## Морфологія
Гризуни середнього розміру, завдовжки 172—255 мм, хвіст — 167—225 мм, стопа — 38—43,4 мм.

## Зовнішній вигляд
Хутро густе і тонке, з довгим волоссям. Верхні частини коричнево-жовті з відтінками чорнуватого забарвлення, особливо уздовж спини, а вентральні частини жовтуваті, центральна частина грудної клітки більш сірувата. Вуха темно-коричневі. Ступні бурі. Хвіст коротший за голову і тіло і рівномірно темно-коричневий.

## Загрози та охорона
На вид може вплинути зникнення лісів, що відбуваються на островах, і, ймовірно, конкуренція з введеними Rattus rattus та Rattus exulans. Невідомо, чи зустрічається на охоронних територіях.